# Charles Q. Hildebrant

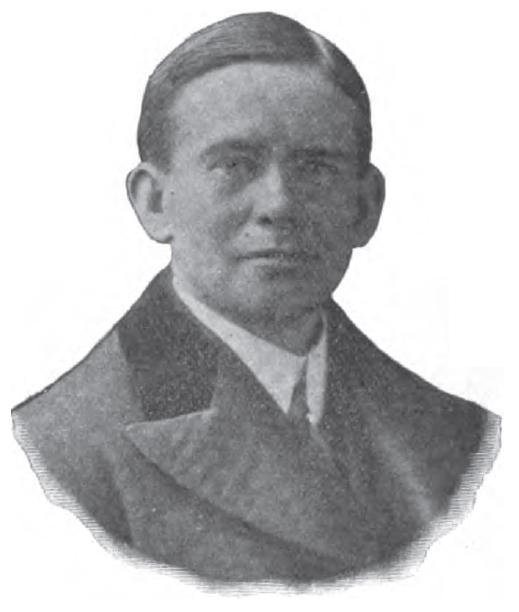
Charles Q. Hildebrant

Charles Quinn Hildebrant (* 17. Oktober 1864 in Wilmington, Ohio; † 31. März 1953 ebenda) war ein US-amerikanischer Politiker. Zwischen 1901 und 1905 vertrat er den Bundesstaat Ohio im US-Repräsentantenhaus.

## Werdegang
Charles Hildebrant besuchte die öffentlichen Schulen seiner Heimat und studierte danach an der Ohio State University in Columbus. Zwischen 1890 und 1899 war er Gerichtsdiener am Bezirksgericht im Clinton County. Politisch war er Mitglied der Republikanischen Partei. Bei den Kongresswahlen des Jahres 1900 wurde er im sechsten Wahlbezirk von Ohio in das US-Repräsentantenhaus in Washington, D.C. gewählt, wo er am 4. März 1901 die Nachfolge von Seth W. Brown antrat. Nach einer Wiederwahl konnte er bis zum 3. März 1905 zwei Legislaturperioden im Kongress absolvieren. Ab 1903 war er Vorsitzender des Committee on Accounts. Im Jahr 1904 wurde er nicht wiedergewählt.
Nach dem Ende seiner Zeit im US-Repräsentantenhaus betätigte sich Hildebrant unter anderem in der Landwirtschaft. Im Juni 1908 nahm er als Delegierter an der Republican National Convention in Chicago teil, auf der William Howard Taft als Präsidentschaftskandidat nominiert wurde. Zwischen 1915 und 1917 übte er das Amt des Secretary of State für den Staat Ohio aus; von 1927 bis 1941 war er Bürgermeister von Wilmington. Dort ist er  am 31. März 1953 auch verstorben.